# 桔色小鱸

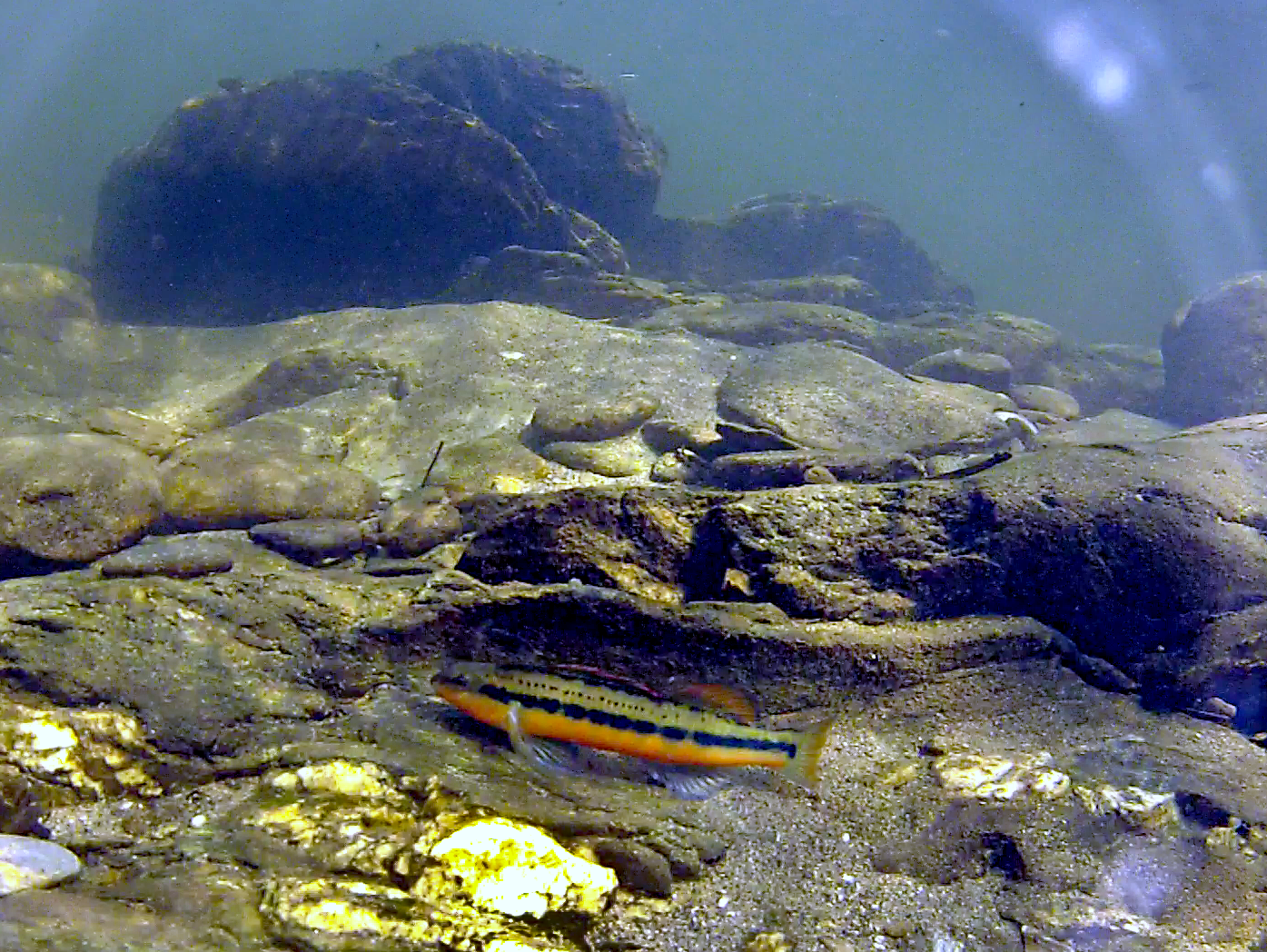
成年雄性桔色小鱸

桔色小鱸為輻鰭魚綱鱸形目鱸亞目河鱸科的其中一種，分布於美國田納西河流域，體長可達18公分，棲息在水質清澈、礫石底質的溪流、水塘，屬肉食性，以水生昆蟲為食。